# Phaneroptera sparsa
Phaneroptera sparsa är en insektsart som beskrevs av Carl Stål 1857. Phaneroptera sparsa ingår i släktet Phaneroptera och familjen vårtbitare. Inga underarter finns listade i Catalogue of Life.